# Yrsch
Yrsch ist der Name eines Adelsgeschlechts, das im 17. Jahrhundert in Diensten der Herzöge von Pfalz-Neuburg und der Kurfürsten von der Pfalz (Kurpfalz), später in bayerischen und auch österreichischen Diensten stand. Die Familie besaß ab 1676 für kurze Zeit ein Lehen in der Oberpfalz, von 1684 bis 1734 das Schloss Matzen bei Brixlegg in Tirol, ab 1690 insbesondere Güter im Kraichgau mit dem Schloss in Obergimpern, wo die katholische Adelsfamilie die Rekatholisierung vorantrieb, sowie ab 1785 auch Güter in Bayern um das Gut Freiham, das etwa von 1785 bis 1862 den Familienmittelpunkt bildete. Die Familie wurde 1792 mit Johann Nepomuk von Yrsch (1736–1811) in den Reichsgrafenstand erhoben und teilte sich mit den Nachfahren seiner Söhne Carl Theodor (1766–1854) und Carl August (1770–1845) in 1800 zwei Linien auf. Die ältere Linie veräußerte den Besitz in Bayern 1887 und starb 1899 aus, die jüngere Linie nennt sich seit 1857 Grafen von Yrsch-Pienzenau, hatte ab 1862 ihren Sitz wieder in Obergimpern und besteht bis heute fort. Durch die Heirat von Erbtöchtern kamen die letzten Besitztümer in der Mitte des 20. Jahrhunderts an die Familien von Bülow und von Künsberg.

## Geschichte
Die Ursprünge der Familie liegen weitgehend im Dunkeln. Die ältesten bekannten Namensträger sind ein Mathäus Yrsch und ein Michel Yrsch, die beide um 1632/33 starben. Letztgenannter kam 1626 von Regensburg nach Rennertshofen bei Neuburg an der Donau und war dort 1632 Amtmann, Richter und Zöllner. Sein Sohn Johann Georg Yrsch (ca. 1580–1650) war Richter, Amtmann und Hofkammerrat. Dessen Sohn Johann Ferdinand Yrsch (1619–1701) stand in Diensten der Pfalzgrafen von Pfalz-Neuburg und bekleidete zahlreiche Ämter, darunter kurfürstlicher Geheimrat, Oberstkanzler und Hofkammerpräsident. 1676 erhielt er von den Pfalzgrafen das so genannte Labrick'sche Lehen, das aus in der Oberpfalz zerstreuten Gütern bestand. 1684 erwarb er außerdem das Schloss Matzen bei Brixlegg in Tirol.

Nachdem die Pfalzgrafen von Pfalz-Neuburg 1685 die Kurwürde erlangten, gab Johann Ferdinand das Labrick'sche Lehen zurück und erhielt von den nunmehrigen Kurfürsten in Heidelberg 1690 das mit dem Aussterben der Obergimperner Linie der Herren von Helmstatt 1685 an die Kurpfalz heimgefallene Helmstatt'sche Lehen im Kraichgau, zu dem drei Viertel von Obergimpern, das halbe Dorf Untergimpern und zwei Drittel des heute zu Obergimpern zählenden Ortes Wagenbach gehörten. Der zugehörige Lehnsbrief wurde erst nach Verzögerungen durch den Pfälzischen Erbfolgekrieg am 10. November 1711 von Kurfürst Johann Wilhelm für Johann Ferdinands Sohn Philipp Ferdinand Freiherr von Yrsch (1647–1714) ausgestellt. Philipp Ferdinand war zunächst Begleiter des Sohns des Kurfürsten und kam später in österreichische Dienste, wo er Geheimrat und Hofkammerrat zu Innsbruck wurde. Obwohl er wie sein Vater die meiste Zeit in Neuburg oder auf Schloss Matzen lebte, nahm er sich auch den nach dem Dreißigjährigen Krieg und dem Pfälzischem Erbfolgekrieg verwüsteten Lehen im Kraichgau an, für die er im Juli 1709 mit Johann Lang einen neuen Amtmann bestellte. 

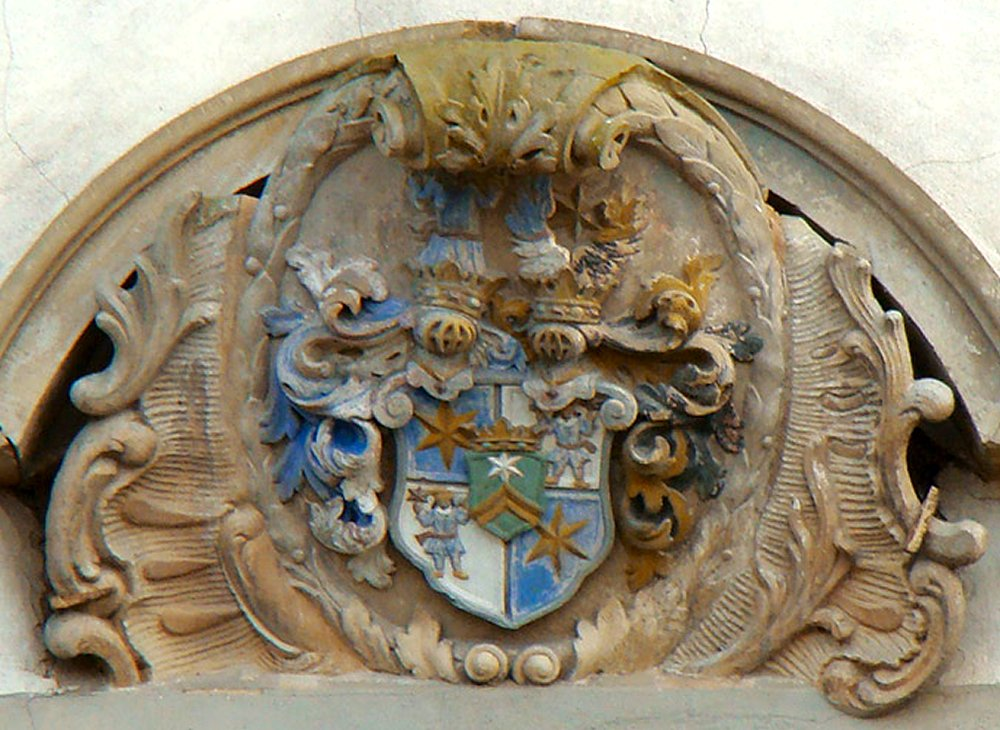
Wappen der Grafen von Yrsch in der seit 1792 verwendeten Form am Schloss Obergimpern

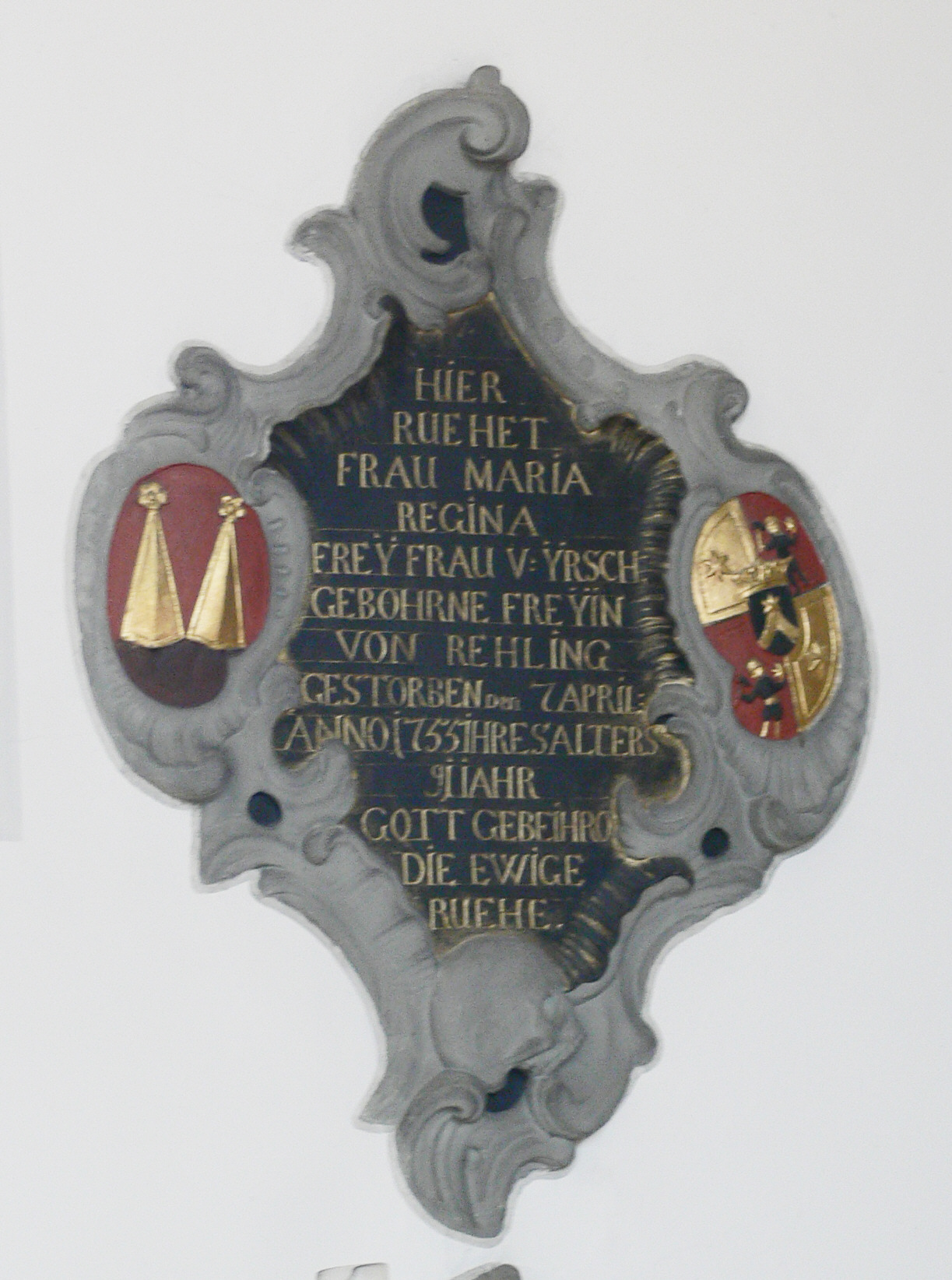
Epitaph der Regina Freiin von Yrsch, Gemahlin des Philipp Ferdinand von Yrsch, in der Pfarrkirche Fronhofen

Im Kraichgau betrieben die Yrsch innerhalb ihrer Herrschaft nicht nur den Wiederaufbau der öffentlichen Ordnung, sondern insbesondere auch eine nachdrückliche Rekatholisierung der einst unter den Helmstatt reformierten Orte, da die Yrsch wie auch ihre Dienstherren, die Kurfürsten der Linie Pfalz-Neuburg, katholischen Glaubens waren. Die konfessionellen Streitigkeiten dauerten lange an, außerdem waren die Yrsch rigoros beim Eintreiben der von den Untertanen geforderten Abgaben, was zu wiederholten Beschwerden der Gemeinden führte.
Nach dem Tode Philipp Ferdinands trat dessen sechster Sohn Johann Carl Freiherr von Yrsch (1695–1766) die Nachfolge als Herr auf Matzen, Zinneberg (Schloss Zinneberg der Familie Franzin von Zinneberg auf dem Hohen Eppan bei Bozen, Herkunft seiner Gemahlin), beiden Gimpern und Wagenbach an. Er war kurpfälzischer Regierungsrat und lebte in Mannheim. 1734 verkaufte er wohl aus wirtschaftlichen Gründen Schloss und Gut Matzen und ließ ab 1740 auf dem Eulenberg bei Obergimpern ein großes Hofgut errichten. Der Großteil seines Besitzes ging an seinen Sohn Johann Nepomuk Freiherr von Yrsch (1736–1811), der später auch den Erbteil seines unverheiratet gebliebenen Bruders Bernhard erbte, jedoch die Herrschaften Zinneberg und Mareit rasch wieder veräußerte und in den 1760er Jahren Kirche und Schloss Obergimpern bedeutend umbauen ließ.
Nachdem die kurfürstliche Residenz durch Kurfürst Karl Theodor von Mannheim nach München verlegt worden war, wurde auch Johann Nepomuk von Yrsch 1779 dorthin abberufen, um als Administrator aller kurfürstlich-bayerischen Güter die Landwirtschaft in Schleißheim zu modernisieren. 1785 erwarb er die von ihm kurz zuvor ursprünglich für den Staat aufgekaufte Domäne Freiham bei München, die darauf für rund ein Jahrhundert zum Hauptsitz der Familie wurde. 1792 wurde er in den Reichsgrafenstand erhoben. Seine vier Söhne aus der Ehe mit Johanna Sophia von Gemmingen (1739–1821) genossen großes Ansehen am Münchner Hof. Der älteste Sohn Carl Theodor Graf von Yrsch (1766–1854), verheiratet mit Maria Anna von Capris, Tochter des bayerischen Generalleutnants Andreas Anton von Capris, trat die Nachfolge als Grundherr der beiden Gimpern, Wagenbach und Eulenberg an. Er vergrößerte den Besitz 1814 durch Aufkauf weiterer Besitzungen in Ober- und Untergimpern von den Grafen von Wiser. Zu seinen Zeiten erfolgte 1831 bis 1849 dann die Ablösung von Herrenfronden, Frondgeldern, Zehnten und Gült. Carl Theodor war bayerischer Kämmerer und badischer Hofgerichtsrat, er begründete die ältere Linie der Grafenfamilie. Johann Nepomuks zweiter Sohn Friedrich Graf von Yrsch (1767–1844) war Herr auf Freiham und machte das Gut zum Familienfideikommiss (unteilbarer und unveräußerlicher Familienbesitz), der nach seinem kinderlosen Tod 1844 der älteren Linie zufiel. Der dritte Bruder Christian Graf von Yrsch (1768–1852) heiratete 1797 Antonia Josepha Gräfin Zech auf Neuhofen (1780–1820), Tochter des Felix Caspar Graf Zech auf Neuhofen, und wurde dadurch Herr auf den Gütern Solln, Warnberg und Königswiesen. Er war Regierungsrat und Kreisforstreferent für Oberbayern. Der jüngste der vier Brüder, Carl August Graf von Yrsch (1770–1845), wurde durch Erwerb von Gütern der Familie seiner Frau Caroline Freiin von Pienzenau Herr auf Niederpöring und Reichenaibach und begründete die jüngere Linie.
Die ältere Linie hatte ab 1844 die bayerischen und die Güter im Kraichgau in ihrem Besitz, hatte jedoch nur drei Generationen Bestand, die insbesondere in Bayern wirkten. Von Carl Theodors Söhnen erreichte nur Johann Eduard Graf von Yrsch (1797–1862) das Erwachsenenalter. Er war Edelknabe bei König Maximilian I., danach Kammerherr und Hofmarschall bei Königin Karoline. Er bekleidete einige weitere Ämter, darunter Hoftheaterintendant, Hofmarschall und Oberzeremonienmeister. Unter seinen drei Söhnen verstarben der älteste Bruder Carl Theodor Graf von Yrsch (1832–1899) und der jüngste Bruder Christian (1844–1871) kinderlos, der mittlere Bruder Friedrich (1837–1898) hatte eine Tochter und einen Sohn, der jedoch im Kindesalter starb, womit die ältere Linie mit Carl Theodors Tod 1899 erlosch. Carl Theodor war wie sein Bruder Friedrich bayerischer Kammerherr und hatte 1866 mit dem Bau von Schloss Freiham begonnen, verkaufte jedoch 1887 das eigentlich im Fideikommiss befindliche Gut Freiham an Reichsrat Hugo von Maffei.

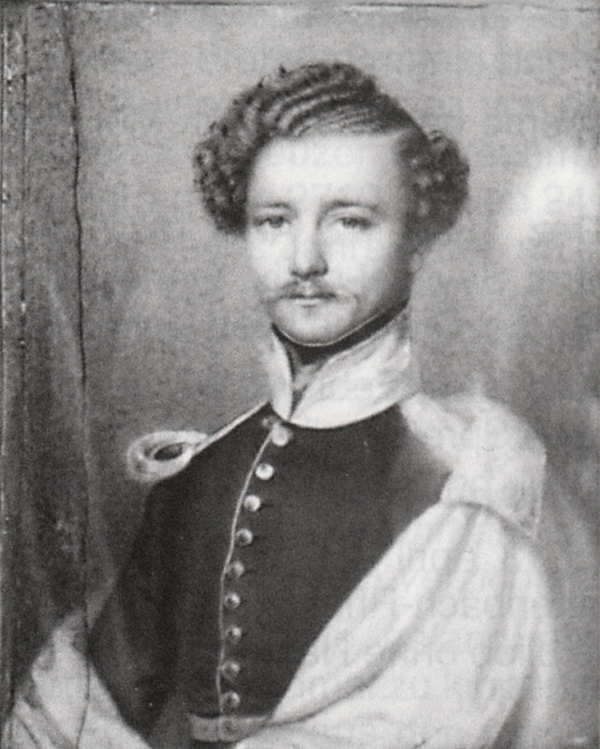
Sigmund Carl August von Yrsch-Pienzenau (1808–1899)

Der Begründer der jüngeren Linie, Carl August, war mit Caroline Freiin von Pienzenau (1783–1862) verheiratet. Aus dem Besitz der Freiherren von Pienzenau hatte Carl August zwar einige Güter erworben, verkaufte diese jedoch 1829 an Gräfin von Kielmannsegg, um fortan als Privatier in Landshut zu leben. Der einzige Sohn war Sigmund Carl August Graf von Yrsch-Pienzenau (1808–1899), der seit 1857 auch den Namen seiner Mutter trug, die die letzte Nachfahrin der Pienzenau gewesen war. Sigmund Carl August war bis 1862 im Militärdienst und 1864 nochmals kurzfristig Kommandant der Veste Rosenberg. Er war seit der Verlegung des Familienmittelpunktes nach Freiham ab 1785 im Jahr 1862 der erste Spross der Familie, der sich wieder in Obergimpern niederließ. Sein einziger Sohn Ludwig Graf von Yrsch-Pienzenau (1842–1919) war königlich-bayerischer Kämmerer und Regierungsassessor und vereinte den Familienbesitz in Obergimpern, Untergimpern, Wagenbach und Siegelsbach 1904 nochmals zu einem Fideikommiss, der jedoch nach Ende des Ersten Weltkrieges mit der Weimarer Verfassung aufgelöst wurde. Seine Söhne Wilhelm Sigmund Graf von Yrsch-Pienzenau (1880–1965) und Konrad Karl Theodor Graf von Yrsch-Pienzenau (1881–1974) teilten den Besitz unter sich auf. Wilhelm erhielt Hof Eulenberg und Schlossgut Obergimpern, das über die Hochzeit seiner Tochter Luitgard (1922–1993) mit Götz von Bülow (1911–2003) an die mecklenburgische Familie Bülow kam, während der Hof Eulenberg über die Hochzeit der älteren Tochter Waltraud (1920–1988) mit Heinrich Freiherr von Künsberg an die Familie von Künsberg ging. Konrad erhielt bei der Erbteilung 1919 den Wagenbacher Hof, den er 1932 an die Familie Haffelder verkaufte, um Landstallmeister und Leiter des Landstallgestüts Mecklenburg-Strelitz in Neustrelitz zu werden, bis dieses bei der Zusammenlegung der Länder Mecklenburg-Schwerin und Mecklenburg-Strelitz aufgelöst wurde. Nach 1945 kehrte er mit seiner Familie nach Obergimpern zurück. Über die Nachkommen Konrads von Yrsch besteht der Familienname bis heute fort.

## Wappen

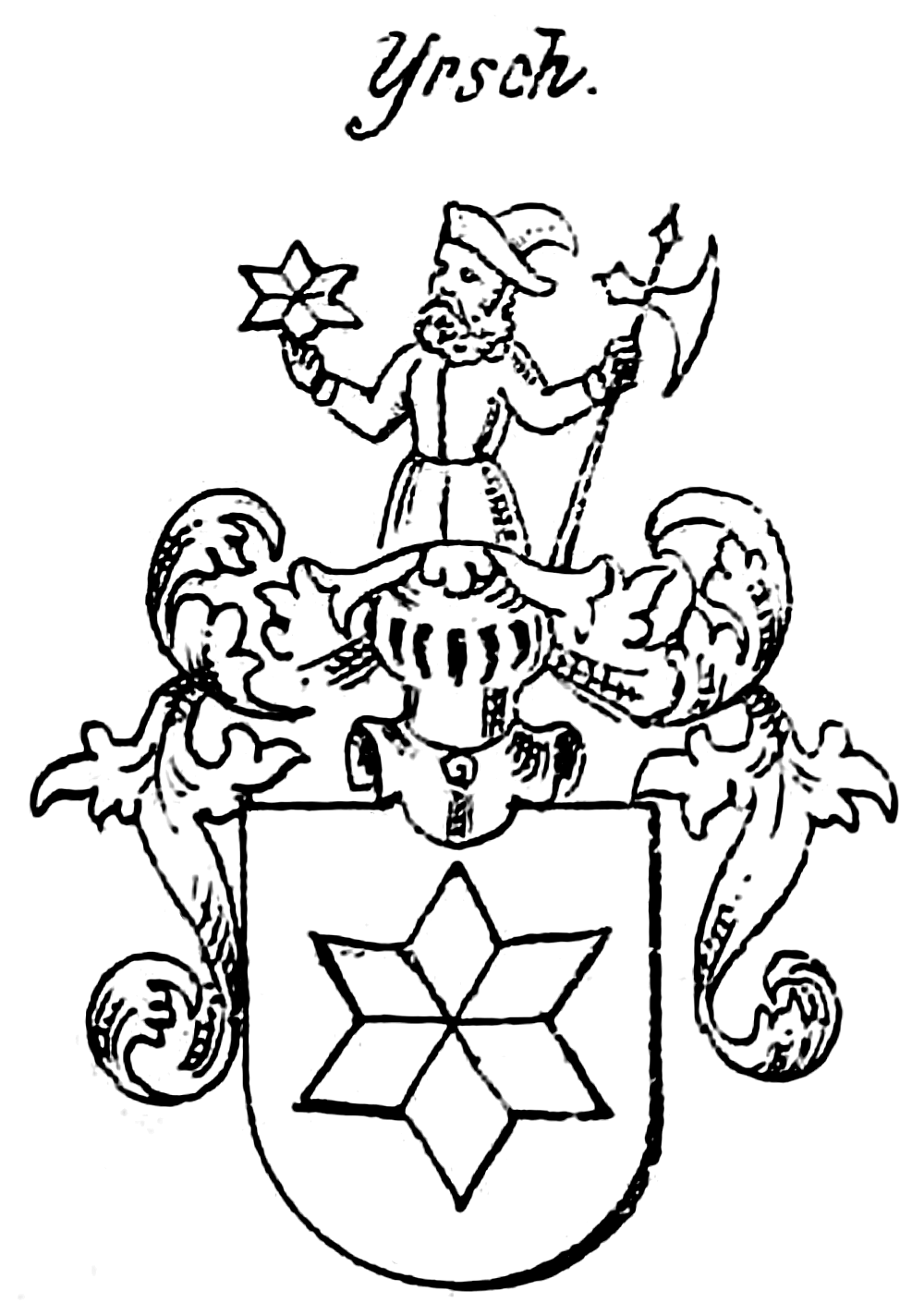
Bürgerliches Wappen des Geheimrats Johann Ferdinand Yrsch
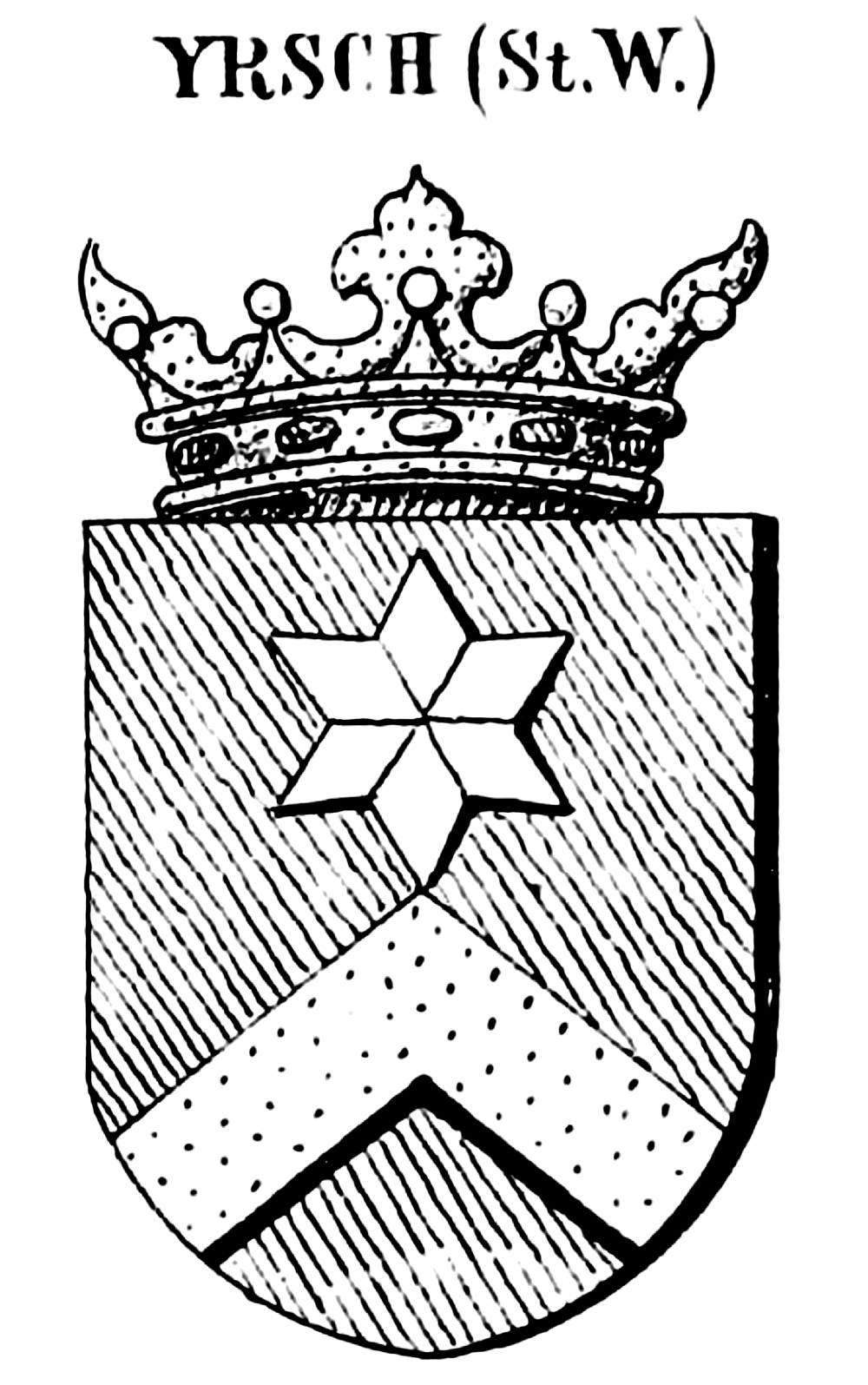
Stammwappen derer von Yrsch
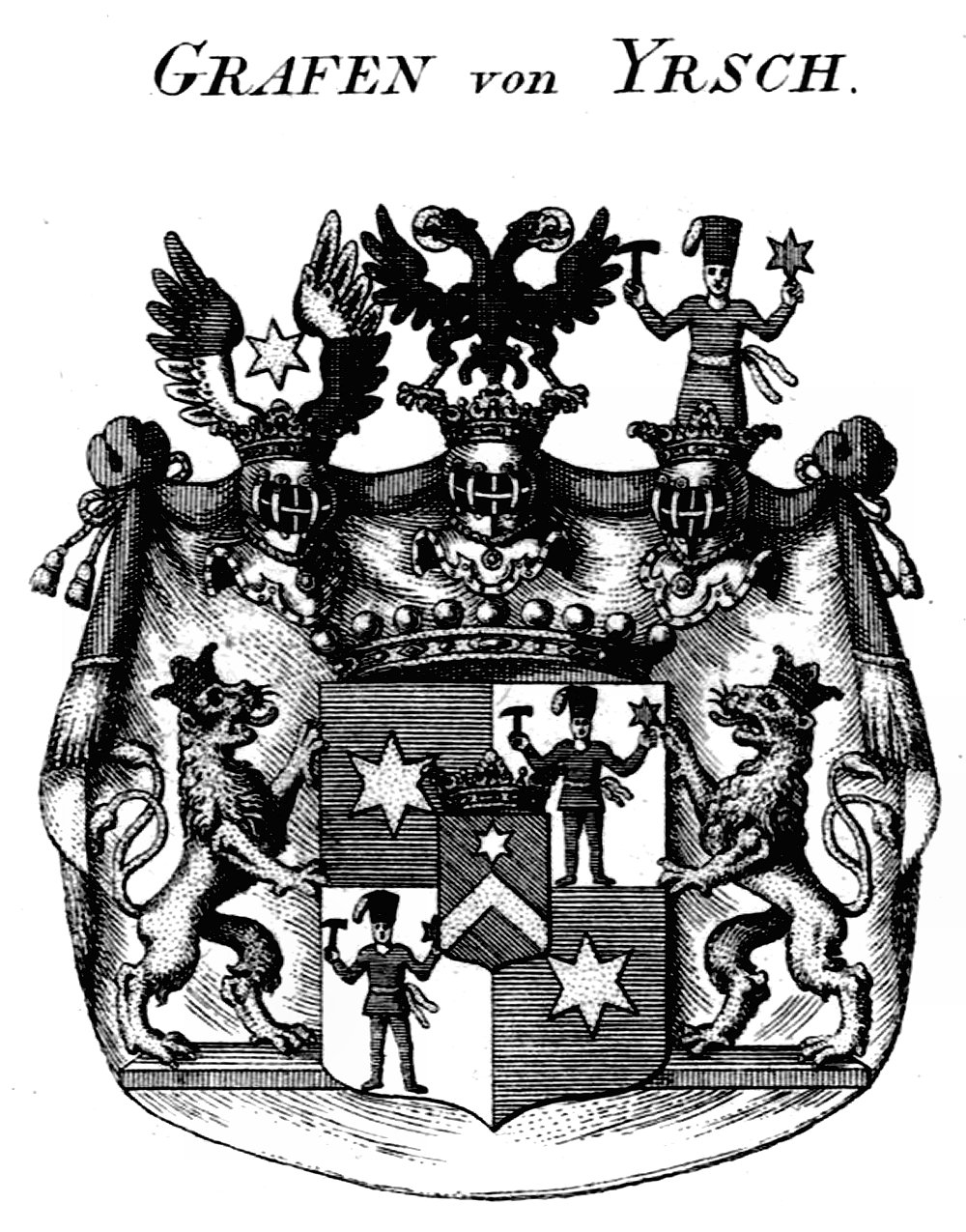
Wappen der Grafen von Yrsch
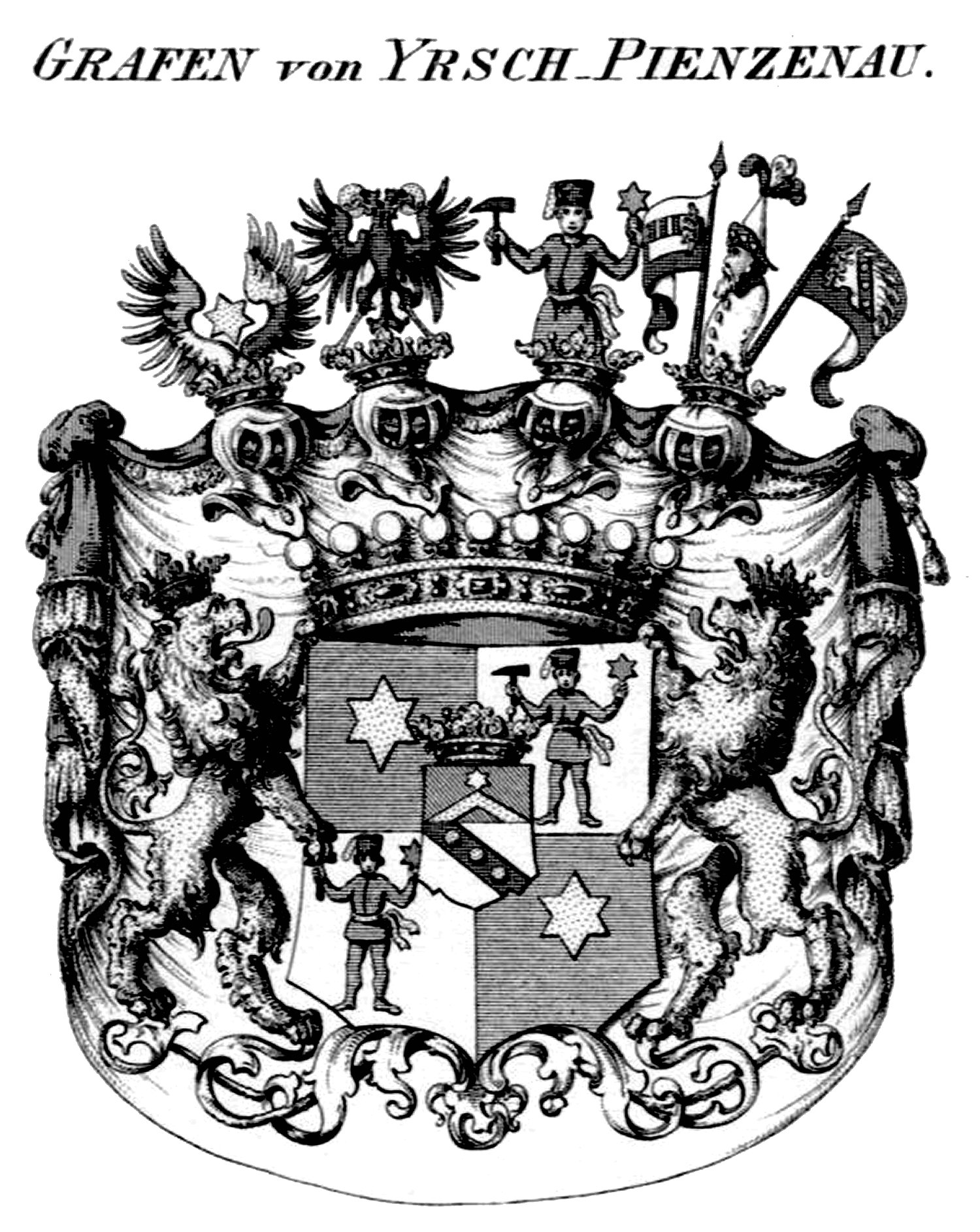
Wappen der Grafen von Yrsch–Pienzenau

## Familienmitglieder
- Eduard von Yrsch (1797–1862), bayerischer Adeliger, Reichsrat und Theaterintendant